# حديين (عين لحجر)
حديين هي إحدى مشيخات المملكة المغربية، تتبع جغرافيا لإقليم تاوريرت وإداريًا لعين لحجر. يقدر عدد سكانها بـ 3846 نسمة حسب الإحصاء الرسمي للسكان والسكنى لسنة 2004.